# بوبي سميث (لاعب كرة قدم)
بوبي سميث (بالإنجليزية: Bobby Smith)‏ (1 يناير 1870 في المملكة المتحدة - ) هو لاعب كرة قدم بريطاني (وحمل سابقاً جنسية المملكة المتحدة لبريطانيا العظمى وأيرلندا) في مركز الدفاع. لعب مع بورت فايل وستوك سيتي.